# Lac Houla
Pour les articles homonymes, voir Houla (homonymie).
Le lac Houla est un ancien lac d'eau douce marécageux qui faisait partie du système du fleuve du Jourdain dans la vallée de la Houla dans le nord d'Israël. Il a été asséché et drainé dans les années 1950 . Il couvrait une superficie d'environ 14 km² ; les marais environnants avaient une superficie de 31 km², ou davantage lors des pluies hivernales.
Après le drainage, les zones autrefois humides ont été remplacées par des terres cultivées, exception faite d'une petite zone constituée en réserve naturelle. Le drainage avait pour but d'accroître les surfaces agricoles et de venir à bout du paludisme, mais il a entraîné la destruction d'un écosystème qui favorisait la biodiversité ; il a eu pour conséquence aussi un affaissement des sols et une altération de la qualité de l'eau du lac de Tibériade. Ces problèmes ont conduit à réinonder en 1994 une partie des zones autrefois marécageuses. 
Avant son assèchement, l'écosystème du lac Houla comprenait 260 espèces d'insectes, 95 espèces de crustacés, 30 espèces d'escargots et de coquillages, 21 espèces de poissons, 7 espèces d'amphibiens et de reptiles, et 131 espèces d'oiseaux migrateurs qui voyageaient entre l'Europe et l'Afrique. 
On pensait auparavant que les « eaux de Merom » étaient le lac Houla , mais cela est contesté et le nom s'appliquait plus probablement à une source ou à un ruisseau de la région,.
Le lac saumâtre de la Houla est nommé lac Semechonite dans les cartes géographiques qui terminent la Bible de Jérusalem. Johann Jacob Hofmann, dans son Lexicon universale (1698), rapproche le nom Samachonites de l'arabe samachon ou semechon (« poisson ») et du chaldéen Sumchuathas. Il donne le nom alternatif de mare Sochni.
Le Révérend George Leo Haydock, dans son Commentaire de la Bible de Douai datant de 1859, se réfère à Flavius Josèphe pour situer la fontaine de Daphnis dont parle le Livre des Nombres (au chapitre 34, verset 11) à proximité du lac Semechonite.[source insuffisante]